# Muž na Měsíci
Muž na Měsíci (v anglickém originále Man on the Moon) je americká filmová komedie z roku 1999. Režisérem filmu je Miloš Forman. Jedná se o životopisný film o americkém herci a komikovi Andy Kaufmanovi. Hlavní role ztvárnili Jim Carrey, Danny DeVito, Courtney Love, Paul Giamatti a Gerry Becker. 

## Ocenění
Jim Carrey získal za svou roli ve filmu Zlatý glóbus a byl nominován na Screen Actors Guild Award. Film byl nominován na Zlatý glóbus v kategorii nejlepší komedie či muzikál. 

## Obsazení
| Jim Carrey         | Andy Kaufman/Tony Clifton |
| Danny DeVito       | George Shapiro            |
| Courtney Love      | Lynne Margulies           |
| Paul Giamatti      | Bob Zmuda/Tony Clifton    |
| Gerry Becker       | Stanley Kaufman           |
| Leslie Lyles       | Janice Kaufman            |
| George Shapiro     | pan Besserman             |
| Vincent Schiavelli | Maynard Smith             |
| Jerry Lawler       | sám sebe                  |
| Bob Zmuda          | Jack Burns                |
| David Letterman    | sám sebe                  |
| Christopher Lloyd  | sám sebe                  |